# 苏尔坦·本·萨勒曼·本·阿卜杜勒-阿齐兹·阿勒沙特
苏尔坦·本·萨勒曼·本·阿卜杜勒-阿齐兹·阿勒沙特（阿拉伯语：‎，1956年6月27日—），退役沙特阿拉伯皇家空军飛行員，為美國STS-51-G的太空人之一，在太空任務中作為有效載荷專家，為沙烏地阿拉伯王室成員。他是第一位皇室成員的太空人，以及第一位阿拉伯和穆斯林太空人。

## 早年生活
Sultan1956年6月27日出生於利雅德。。他是萨勒曼國王的第二個兒子。他長兄Fahad出生於1955年7月20日過世於2000年。 他母親為Sultana bint Turki Al Sudairi，去世於2011年她是薩勒曼舅父Turki bin Ahmad Al Sudairi的女兒，他是Jouf、Jizan和Asir Province前政府官員並且是他的堂兄弟阿卜杜勒阿齊茲·本·沙特的創始人的統一運動的參與者。 and Prince Sultan is a full brother of Fahd, Ahmed, Abdulaziz, Faisal and Hussa (born 1974).

## 太空人經歷

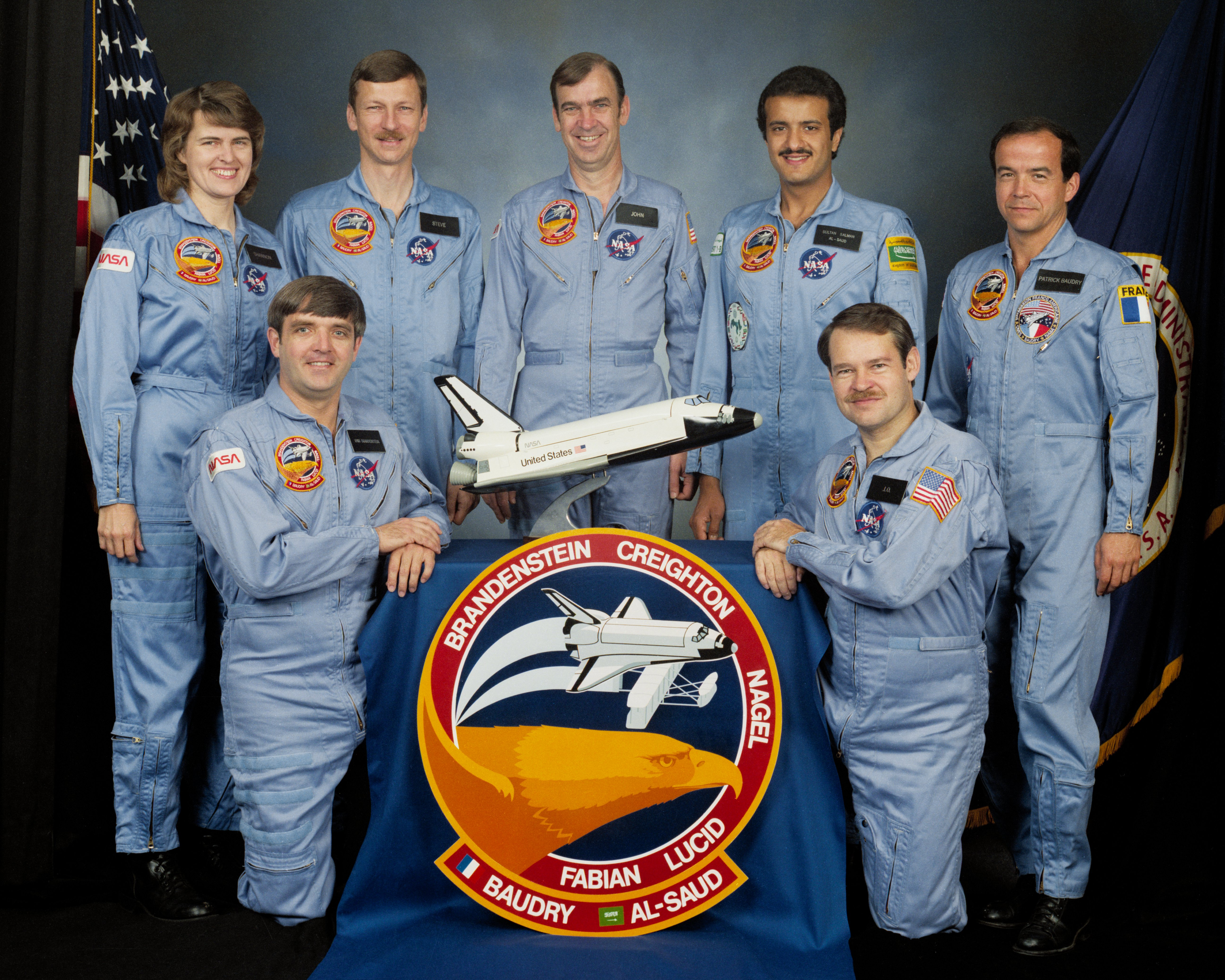
Portrait of STS 51-G crew

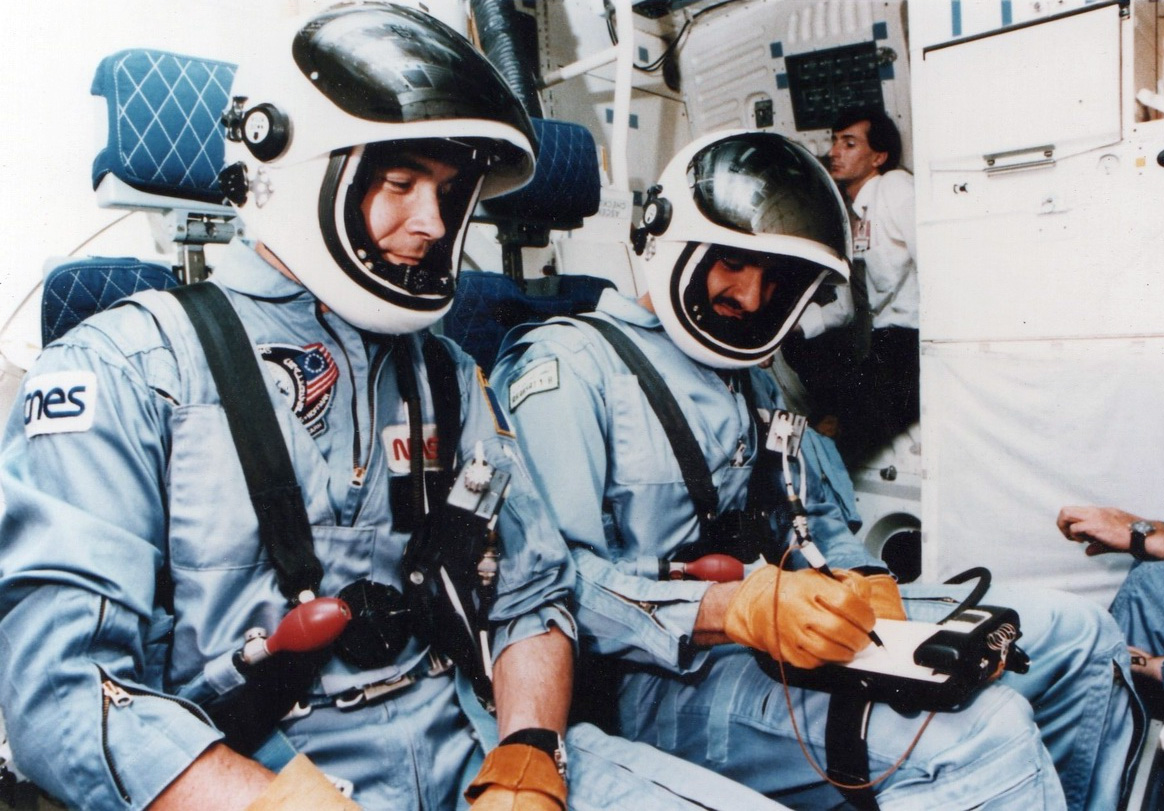
Patrick Baudry and Prince Sultan in 1985